# 王春新
王春新（1958年—），男，汉族，河南永城人，中华人民共和国政治人物，中国人民武装警察部队少將，中国共产党党员，第十二届全国人民代表大会陕西地区代表。

## 生平
中國書法家協會第六屆理事會成員丶原武警陕西省总队司令员，毕业于装甲兵工程学院军事指挥专业。2013年，担任全国人大代表。